# Gabrielle Glaister
Gabrielle Glaister (27 de julho de 1960, Moreton-in-Marsh, Gloucestershire, Inglaterra) é uma atriz inglesa mais conhecida por interpretar  "Bob" nas série Blackadder, Family Affairs em 1997 e Brookside em 1982.

## Biografia
Glaister estudou no Chichester College, onde estudou inglês e teatro, e depois treinou no National Youth Theatre, antes de se apresentar na Broadway. Em 2003 deu a luz a seu filho Clement, fruto de seu casamento com Simon Nelson.

## Carreira
Glaister apareceu no papel-título em uma produção teatral de Oliver Twist, ao lado de seu amigo do colégio e roteirista, Ben Elton. Seus papéis mais notáveis na televisão incluem três aparições como " Bob " na série Blackadder e o papel de Patricia Farnham, a sofrida parceira de Max Farnham interpretado por Steven Pinder, em Brookside. Em 1983, ela voltou aos teatros em Daisy Pulls It Off. Gabrielle também é responsável pela narração de vários audiobooks

## Filmografia

### Televisão
| Ano       | Título                         | Personagem                                          | Notas                                                   |
| --------- | ------------------------------ | --------------------------------------------------- | ------------------------------------------------------- |
| 1978      | Os Alunos da Sra. McMichael    |                                                     | Não Creditada                                           |
| 1983      | Jury                           | Jane                                                | Episódio "Andrew "                                      |
| 1983      | Jane Eyre                      | Amy Eshton                                          | Episódios "A Death in the Family" e "Guests'            |
| 1984      | Mitch                          | Julie                                               | Episódio "Nature of the Beast"                          |
| 1985      | Happy Families                 | Warder                                              | Episódio "Roxanne"                                      |
| 1986      | Blackadder II                  | Kate                                                | Episódio "Bells"                                        |
| 1986      | All At No. 20                  | Carol                                               |                                                         |
| 1988      | Rockliffe's Babies             | WPC Tillet                                          | Episódios "A Trip to the Zoo" e "Go for It"             |
| 1988      | Wish Me Luck                   | Felicity                                            | Episódios "#1.1" e "#1.2"                               |
| 1988      | Grange Hill                    | Mother                                              | Episódio "#11.19"                                       |
| 1988      | The Franchise Affair           | Frances                                             | Episódio "#1.6"                                         |
| 1988      | Casualty                       | Beverley Jason                                      | Episódio "Absolution"                                   |
| 1989      | Blackadder Goes Forth          |                                                     | Episódios "Major Star" e "Private Plane"                |
| 1989      | London's Burning               | Repórter de Tv                                      | Episódio "#2.7"                                         |
| 1990      | Ben Elton: The Man from Auntie | Esposa / mulher fazendo compras/ Leitor de notícias |                                                         |
| 1990-1995 | Brookside                      |                                                     |                                                         |
| 1996      | That's Showbusiness            | Ela mesma                                           | Episódio "#8.6"                                         |
| 1996-1997 | Brookside                      | Patricia Farnham                                    |                                                         |
| 1997      | Get Well Soon                  | Doctor Ruggles                                      | Episódio "The Whist Drive"                              |
| 1997      | Gayle's World                  | Convidada                                           | Episódios #1.3", "#1.4", "#1.5" e "#1.6"                |
| 1998      | Comedy Nation                  | Ela Mesma                                           | Episódio "#1.2"/ Série Documental                       |
| 2000      | Soap Fever                     | Ela mesma                                           |                                                         |
| 2000      | Coronation Street              |                                                     |                                                         |
| 2000      | Loose Women                    | Ela mesma/Convidada                                 | Episódio "#2.22"                                        |
| 2000      | Live Talk                      |                                                     | Episódio "#1.31"/ Série Documental                      |
| 2001      | Peak Practice                  | Hazel Myers                                         | Episódio "Bad Medicine"                                 |
| 2001      | All-Star Family Fortunes       | Ela mesma                                           | Episódio "Returning Rovers vs Ex-EastEnders"            |
| 2001      | Doctors                        | Vicki Armstrong                                     |                                                         |
| 2000-2005 | Family Affairs                 | Trish Wallace                                       | Episódio "A Different Kind of Love"                     |
| 2003      | Casualty                       | Christina Ford                                      | Episódio "Hurt the One You Love"                        |
| 2004      | Britain's Best Sitcom          | Ela Mesma/Convidada                                 | Episódios "Blackadder" e "The Launch"                   |
| 2004      | Doctors                        | Elaine Marshall                                     | Episódio "Keeping Mum"                                  |
| 2004      | The Good Soap Guide            | Ela Mesma/Convidada                                 | Episódio "#1.16"/ Série Documental                      |
| 2004      | Loose Women                    | Ela Mesma/Convidada                                 | Episódio "#6.55"                                        |
| 2005      | The Wright Stuff               | Ela Mesma/Convidada                                 |                                                         |
| 2007      | Doctors                        | Josie Carlton                                       | Episódio "Baby Be Mine"                                 |
| 2009      | Lei & Ordem: Reino Unido       | Liz Wakeman                                         | Episódio "Honour Bound"                                 |
| 2010      | The Bill                       | Jenny Marton                                        | Episódio "New Beginnings"                               |
| 2010      | Doctors                        | Elaine Patrick                                      | Episódio "Mystery Tour"                                 |
| 2010      | Casualty                       | Trish Hallows                                       | Episódios "Just Like a Woman"                           |
| 2012      | Novos truques                  | Sarah Maitland                                      | Episódio "Parte de um todo"                             |
| 2012      | Doctors                        | Kath Hill                                           | Episódio "Denial"                                       |
| 2012      | Crime Stories                  | Sonia Stapleton                                     | Episódio "#1.4"                                         |
| 2013      | Sadie J                        | Dr. Valdis Viazani                                  | Episódio "Dederama"                                     |
| 2014      | The Dumping Ground             | Judge Robert                                        | Episódio "Face the Music"                               |
| 2015      | Doctors                        | Aileen Godolphin                                    | Episódio "The Invisibles"                               |
| 2016      | Upstart Crow                   | Judge "Bob" Robert                                  |                                                         |
| 2017      | Sherlock                       | Ambassador                                          | Episódio "The Six Thatchers"                            |
| 2018      | Midsomer Murders               | Juliet Evans                                        | Episódio "Till Death Do Us Part"                        |
| 2018      | Unforgotten                    | Alison Pinion                                       | Episódios "#3.1", "#3.2" e "#3.3"                       |
| 2018      | Star Cops                      | Joanne Stack / Janine                               |                                                         |
| 2019      | Cleaning Up                    | Mrs. Evans                                          | Episódios "#1.1" e "#1.3"                               |
| 2019      | Emmerdale Farm                 | Hilary Benshaw                                      |                                                         |
| 2019      | Dark Money                     | Cordelia                                            | Episódio "All That Glitters"                            |
| 2020      | Silent Witness                 | Donna Collyer                                       | Episódios "Seven Times: Part 1" e "Seven Times: Part 2" |
| 2020      | Doctors                        | Martha Taile                                        | Episódio "The Ol' Nudge Nudge"                          |

### Filmes
| Ano  | Título                                      | Personagem   | Notas                                  |
| ---- | ------------------------------------------- | ------------ | -------------------------------------- |
| 1991 | Buddy's Song                                | Anthea       |                                        |
| 1997 | The Heart Surgeon                           | Paula Shears | Telefilme                              |
| 2008 | 50 Greatest Comedy Catchphrases             | Ela mesma    | Telefilme/ Documentário                |
| 2008 | Blackadder Exclusive: The Whole Rotten Saga | Ela mesma    | Telefilme/ Documentário                |
| 2008 | Blackadder's Most Cunning Moments           | Ela mesma    | Telefilme/ Documentário                |
| 2008 | Blackadder Rides Again                      | Kate         | Não Creditada/ Telefilme/ Documentário |
| 2014 | Greatest Ever Sitcoms                       | Ela mesma    | Telefilme/ Documentário                |
| 2018 | Tango One                                   | Chapman      |                                        |

### Teatro
| Ano  | Título               | Personagem | Notas |
| ---- | -------------------- | ---------- | ----- |
|      | Rent                 |            |       |
| 1983 | Daisy Pulls It Off   |            |       |
|      | Shang-A-Lang         | Jackie     |       |
|      | Elton John's Glasses | Julie      |       |
|      | Dead Funny           | Eleanor    |       |

### Rádio
| Ano | Título                             | Personagem | Diretor    | Notas                       |
| --- | ---------------------------------- | ---------- | ---------- | --------------------------- |
|     | The Whisperer In Darkness Sweet    |            |            | Sweet Talk Productions Ltd. |
|     | For You Are Julia                  |            |            | Sweet Talk Productions Ltd. |
|     | Headwrecked, Shanghi-ed & Shipless | Pam        | Toby Swift | BBC Radio Drama             |

### Audiobooks
| Ano  | Título                                         | Autor      | Duração        | Idioma |
| ---- | ---------------------------------------------- | ---------- | -------------- | ------ |
| 2016 | The Easy Way for Women to Stop Drinking        | Allen Carr | 6 hrs e 2min   | Inglês |
| 2020 | Allen Carr's Easy Way to Quit Emotional Eating | Allen Carr | 6 hrs e 39 min | Inglês |

## Prêmios e Indicações
| Ano  | Prêmio             | Categoria              | Trabalho       | Resultado |
| ---- | ------------------ | ---------------------- | -------------- | --------- |
| 2005 | British Soap Award | Soap B*tch of the Year | Family Affairs | Indicada  |